# Sunnyslope (Alberta)
Sunnyslope est un hameau (hamlet) du Comté de Kneehill, situé dans la province canadienne d'Alberta.

## Démographie
En tant que localité désignée dans le recensement de 2011, Sunnyslope a une population de 26 habitants dans 12 de ses 12 logements, soit une variation de 13.0% par rapport à la population de 2006. Avec une superficie de 0,137 3 km2, le hameau possède une densité de population de 189,366 4 hab/km2 en 2011.
Concernant le recensement de 2006, Sunnyslope abritait 23 habitants dans 10 de ses 10 logements. Avec une superficie de 0,137 3 km2, le hameau possédait une densité de population de 167,5 hab/km2 en 2006.